# Grazia Zafferani
Grazia Zafferani, född 31 december 1972, är en sanmarinsk politiker och före detta statschef (regerande kapten) i landet.

## Bakgrund och privatliv
Grazia Zafferani är barnbarn till Luigi Zafferani som var San Marinos statschef 1947, och brorsdotter till Rossano Zafferani som innehade samma position 1987-1988. Hon har varit gift sedan 1996 och har fyra barn.
Zafferani har studerat marknadspsykologi och arbetat inom modebranschen. Mellan 2000 och 2003 ägde hon en klädbutik.

## Politisk karriär
År 2012 var Zafferani med att grunda partiet R.E.T.E. och fungerade som dess ordförande. Hon blev invald till stora och allmänna rådet år 2013 och i april 2020 valdes hon till regerande kapten tillsammans med Alessandro Mancini..